# Водна кула в Отаниеми
Водната кула в Отаниеми (на фински: Otaniemen vesitorni) се намира в район Отаниеми на град Еспоо, Финландия. Нейният капацитет е от 6000 m³.
Проектирана е от финландския архитект Алвар Аалто. Завършена е през 1971 г. Кулата е висока 52 метра.
Изградена е от бетон, който е запазен в оригиналния си цвят и днес. Състои се от 12-ъглова вана, която се издига на 12 бетонни стълба. Цистерната е заобиколена и покрита със стоманобетонни панели, които могат да бъдат отстранени за техническо обслужване.